# خورشیدگرفتگی ۱ ژانویه ۱۸۰۵
خورشیدگرفتگی ۱ ژانویه ۱۸۰۵ (به انگلیسی: Solar eclipse of 1 January 1805) یک خورشیدگرفتگی از نوع خورشیدگرفتگی جزئی بود. این خورشیدگرفتگی در تاریخ  ۱ ژانویه ۱۸۰۵ روی داد که زمان اوج آن، ساعت ۱:۱۴:۵۷ به‌وقت ساعت هماهنگ جهانی بوده‌است.